# Oh! Carol
Oh! Carol is een single van Neil Sedaka. De single verscheen met de B-kant One way ticket (to the blues) dat een nummer 1-hit werd in Japan en later werd gecoverd door de British disco-groep Eruption. Het nummer werd geschreven voor Sedaka's ex-vriendin Carole King; op haar beurt schreef King het antwoordlied "Oh! Neil".

## Andere versies
- The Four Seasons (op het album Sherry & 11 Others (1962)
- Blue Diamonds (1960)
- The Hep Stars (1965)
- Eddie Peregrina (1972)
- Karina (1974)
- The Guess Who (1975)

## Hitnoteringen

### NPO Radio 2 Top 2000
| Nummer met noteringen in de NPO Radio 2 Top 2000 | '99  | '00  | '01  | '02  | '03  | '04-'05 | '06  | '07  | '08  |
| ------------------------------------------------ | ---- | ---- | ---- | ---- | ---- | ------- | ---- | ---- | ---- |
| Oh! Carol                                        | 1187 | 1732 | 1994 | 1894 | 1065 | -       | 1886 | 1988 | 1924 |

1. ↑  Een '-' betekent dat het nummer niet was genoteerd en een vetgedrukt getal geeft de hoogste notering aan.
2. ↑  Deze tabel is bijgewerkt tot en met de laatste editie (2024).